# 本照寺 (品川区)
本照寺（ほんしょうじ）は、東京都品川区にある日蓮宗の寺院。

## 概要
創建年代は不明である。当初は真言宗の寺院であったが、1548年（天文17年）、当寺の住職が日蓮宗の日純との法論に敗退し、日純が住職となって日蓮宗に転宗した。
環状6号線の開通を機に本堂を建て替え、環状6号線の方面に向くように改めた。

## 交通アクセス
- 新馬場駅より徒歩1分（経路案内）。